# كيت سيمبسون هايز
كيت سيمبسون هايز هي كاتِبة وكاتبة مسرحية وصحفية وأمينة مكتبة وشاعرة كندية، ولدت في 1856 في Dalhousie, New Brunswick ‏ في كندا، وتوفيت في 15 يناير 1945 في كولومبيا البريطانية في كندا.